# Szeván Nemzeti Park
A Szeván Nemzeti Park (örményül: Սևան ազգային պարկ ,Sevan azgayin park) Örményország négy nemzeti parkjának egyike, amelyet 1978-ban alapítottak a Szeván-tó és a környező területek védelmére, amely kiterjed mind a bioldiverzitásra, mind a fontos régészeti és történelmi helyszínekre. Örményország Gegarkunik tartományában található, mintegy 60 km-re Jereván városától. A nemzeti park teljes területe a Szeván-tó medencéjével együtt 147 343 hektár, a tó medencéje nélkül pedig 22 585 hektár, míg a teljes természetvédelmi övezet területe 342 920 hektár. A Környezetvédelmi Minisztérium fennhatósága alá tartozik, és egy kutatóközpontot is magában foglal, amely az élőhelyeket őrzi és kutatja, és különböző természetvédelmi intézkedéseket tesz. A tavon az engedélyköteles halászatot is a nemzeti park szabályozza.

## Élővilága

### Madarak
A Szeván-tó és környéke gazdag madárvilággal rendelkezik. A Szeván-medencében eddig 267 madárfajt jegyeztek fel. Az ismert madárvilág a következő rendekbe sorolható: Podicipediformes, Pelecaniformes, Phoenicopteriformes, Falconiformes, Anseriformes, Galliformes, Gruiformes, Charadriiformes, Columbiformes, Cuculiformes, Strigiformes, Caprimulgiformes, Apodiformes, Coraciiformes, Piciformes és Passeriformes. Az Örmény Köztársaság Állatainak Vörös Könyvében 56 itteni faj szerepel. A fajok közül kettő a regionális endemikus örmény sirály (Larus armenicus) és a kaukázusi füzike (Phylloscopus sindianus). A tó madárvilága a vízszint csökkentését és a Gilli-mocsarak kiszáradását követően jelentős csökkenéssel szembesültek a szakemberek, 2007-től kezdődően azonban néhány madárfaj visszatérését észlelték. A védelmi rendszer 2013-ban megkezdett megerősítésével a fajok visszatérése folytatódik.

### Hüllők
A Maszrik folyó völgyében a következő hüllő- és kétéltűfajok fordulnak elő: zöld varangy, zöld levelibéka, tavi béka, Rana macrocnemis, Paralaudakia caucasia, közönséges lábatlangyík, szemfoltos sivatagigyík, fürge gyík, Lacerta strigata, Parvilacerta parva, Darevskia unisexualis, Darevskia valentini, Dahl-ostorsikló, Hemorrhois ravergieri, rézsikló, Eirenis punctatolineatus, vízisikló, kockás sikló, és a parlagi vipera.

### Halak
A Maszrik folyó és mellékfolyói a városi területek közelében folynak. A folyó nagy jelentőséggel bír, mivel olyan endemikus fajok ívóhelye, mint a kritikusan veszélyeztetett szeváni pisztráng (Salmo ischchan), szeváni koghak (Capoeta capoeta sevangi) Emellett a fent említett fajok fiatal példányai is ezekben a folyókban élnek egyéves korukig. Ez az időszak nagyon fontos a fajok jövőbeli fennmaradása szempontjából. A szeváni pisztráng szerepel Örményország Vörös Listáján, mint veszélyeztetett faj.

## Fordítás
- Ez a szócikk részben vagy egészben  a   Sevan National Park című angol Wikipédia-szócikk ezen változatának fordításán alapul.  Az eredeti cikk szerkesztőit annak laptörténete sorolja fel. Ez a jelzés csupán a megfogalmazás eredetét és a szerzői jogokat jelzi, nem szolgál a cikkben szereplő információk forrásmegjelöléseként.